# Siegfried W. Kernen
Siegfried Willy Karl Kernen (* 6. Juni 1940 in Bandelin) ist ein deutsch-schweizerischer Schauspieler.

## Leben
Siegfried Kernen wuchs am Zürichsee auf und begann seine Schauspielkarriere, nachdem er zuvor bereits jahrelang als Journalist und als Lehrer gearbeitet hatte.
1964 trat er sein erstes dauerhaftes Engagement an der Landesbühne Niedersachsen Nord an.  In Folge war er lange Zeit an der Freien Volksbühne Berlin unter dem Regisseur Luc Bondy und am Hamburger Thalia Theater während der Intendanzen von Peter Striebeck und Jürgen Flimm zu sehen. Etwa zur gleichen Zeit wurde er auch für das Fernsehen entdeckt. Nach Flimms Abgang am Thalia Theater arbeitete Kernen als freier Schauspieler, u. a. in Berlin, Dresden, Hamburg und bei den Wormser Nibelungenfestspielen (u. a. mit Mario Adorf).
Herausragende Theaterrollen waren unter anderem die des Theobald Maske in Carl Sternheims Die Hose oder die des Johann Sebastian Bach in Paul Barz’ Mögliche Begegnung. Am Hamburger Ernst Deutsch Theater übernahm er die Rolle des Mephisto in Goethes Faust.
Im Fernsehen war er in nahezu allen bedeutsamen Krimiserien (Der Alte, Derrick, Großstadtrevier, Die Männer vom K3, Ein Fall für zwei, Tatort, Polizeiruf 110) der letzten Jahrzehnte vertreten. Besonders hervorzuheben ist jedoch seine Rolle als Zollfahnder Hobel in der ARD-Krimireihe Schwarz-Rot-Gold. Auch in vielen anderen populären Serien war Kernen vertreten, so beispielsweise in Engels & Consorten, Balko, Forsthaus Falkenau, Heimatgeschichten, Zwei Münchner in Hamburg, Geschichten aus dem Leben mit Evelyn Hamann, Peter Strohm, Die Männer vom K3, Der Landarzt, Forstinspektor Buchholz, Für alle Fälle Stefanie und Adelheid und ihre Mörder.
In der Internatsserie Schloss Einstein spielte Kernen kurzzeitig als Familienrichter mit. Des Weiteren wirkte Kernen in zahlreichen Fernsehfilmen mit, etwa in Die Bombe (1988), in Dieter Wedels Mehrteiler Wilder Westen inclusive (1988), Der Leibwächter (1989; Regie: Adolf Winkelmann), Der Tod zu Basel (1990; Regie: Urs Odermatt), Lippels Traum (1991), Der absurde Mord (1992), Lautlose Schritte (1996), Zerrissene Herzen (1996; Regie: Urs Odermatt), Davids Rache (1997), Napoleon Fritz (1997), Der Weihnachtsmörder (1997), Ein Vater sieht rot (1997), Wut im Bauch (1998) oder Eine Frau mit Pfiff (1998). Überzeugen konnte er auch als Walter Türolf in Jud Süß – Ein Film als Verbrechen? oder als Anwalt Böttner in dem Fernsehfilm Im Schatten der Macht (2003), dem Willy-Brandt-Porträt von Oliver Storz. Auch an Kinoproduktionen war er beteiligt, so etwa an den Filmen Der Schnüffler (1983), Mann ohne Gedächtnis (1984; Regie: Kurt Gloor), Didi auf vollen Touren (1986), Der Sommer des Samurai (1986), Jacob hinter der blauen Tür (1987) und Fifty Fifty (1988).
Während der 1990er Jahre gehörte Kernen zum Schauspielerteam der RTL-Verbrauchershow Wie bitte?!, wo er neben Geert Müller-Gerbes, April Hailer, Hans Werner Olm und Max Grießer auftrat und in der fragwürdige Praktiken von Behörden und Unternehmen satirisch dargestellt wurden. Kernen gibt Rezitationsabende und produziert Hörspiele und Literaturlesungen für den Hörfunk (z. B. Am Morgen vorgelesen im NDR).
Siegfried W. Kernen ist seit 2010 Mitglied der Freien Akademie der Künste in Hamburg.

## Filmografie (Auswahl)
- 1981: St. Pauli-Landungsbrücken (Fernsehserie, eine Folge)
- 1981: Zuhaus in fremden Betten (Fernsehfilm)
- 1982: Blut und Ehre – Jugend unter Hitler
- 1982–1996: Schwarz Rot Gold (Fernsehserie, 15 Folgen)
- 1983: Der Schnüffler
- 1984: Tatort: Freiwild (Fernsehreihe)
- 1984: Mann ohne Gedächtnis
- 1984: Ein Fall für zwei (Fernsehserie, Folge 26: Zuckerbrot und Peitsche)
- 1985: Hallo Oma (Fernsehserie)
- 1986: Der Sommer des Samurai
- 1986: Didi auf vollen Touren
- 1987–2013: Großstadtrevier (Fernsehserie, verschiedene Rollen, sechs Folgen)
- 1988: Fifty-Fifty
- 1988: Die Bombe (Fernsehfilm)
- 1988: Wilder Westen inclusive (Fernsehdreiteiler)
- 1988: Tatort: Spuk aus der Eiszeit
- 1988: Die Männer vom K3 (Fernsehserie) – Spiel über zwei Banden
- 1988: Ein Fall für zwei (Fernsehserie, Folge 60: Caesars Beute)
- 1989: Mit Leib und Seele (Fernsehserie, eine Folge)
- 1989: Ein Heim für Tiere (Fernsehserie, eine Folge)
- 1990: Der Alte (Fernsehserie, Folge Die Wahrheit)
- 1990: Der Alte (Fernsehserie, Folge 154: Der Verlierer)
- 1990: Tatort: Lauf eines Todes
- 1991: Zwei Münchner in Hamburg  (Fernsehserie Folge 24 Familienzuwachs)
- 1992: Glückliche Reise – Mexiko (Fernsehreihe)
- 1993: Forsthaus Falkenau (Fernsehserie, sechs Folgen)
- 1994: Tatort: Herrenboxer
- 1994–1996: Die Wache (Fernsehserie, 23 Folgen)
- 1995: Die Straßen von Berlin – (Fernsehserie, Folge Babuschka)
- 1999: Tatort: Restrisiko
- 1999: Wut im Bauch
- 2003: Adelheid und ihre Mörder (Fernsehserie, Folge Lange Finger)
- 2004–2006: Schloss Einstein (Fernsehserie, vier Folgen)
- 2005: Tatort: Der Name der Orchidee
- 2005: Polizeiruf 110: Die Prüfung (Fernsehreihe)
- 2012: Die Reichsgründung
- 2012: Die nervöse Großmacht
- 2014: Vaterjagd